# Phoxinus colchicus
Phoxinus colchicus és una espècie de peix cipriniforme de la família dels ciprínids.